# Горний Єрик
Го́рний Єри́к (рос. Горный Ерик) — село у складі Кваркенського району Оренбурзької області, Росія.

## Населення
Населення — 81 особа (2010; 148 у 2002).
Національний склад (станом на 2002 рік):
- росіяни — 72 %